# 스바루 비비오

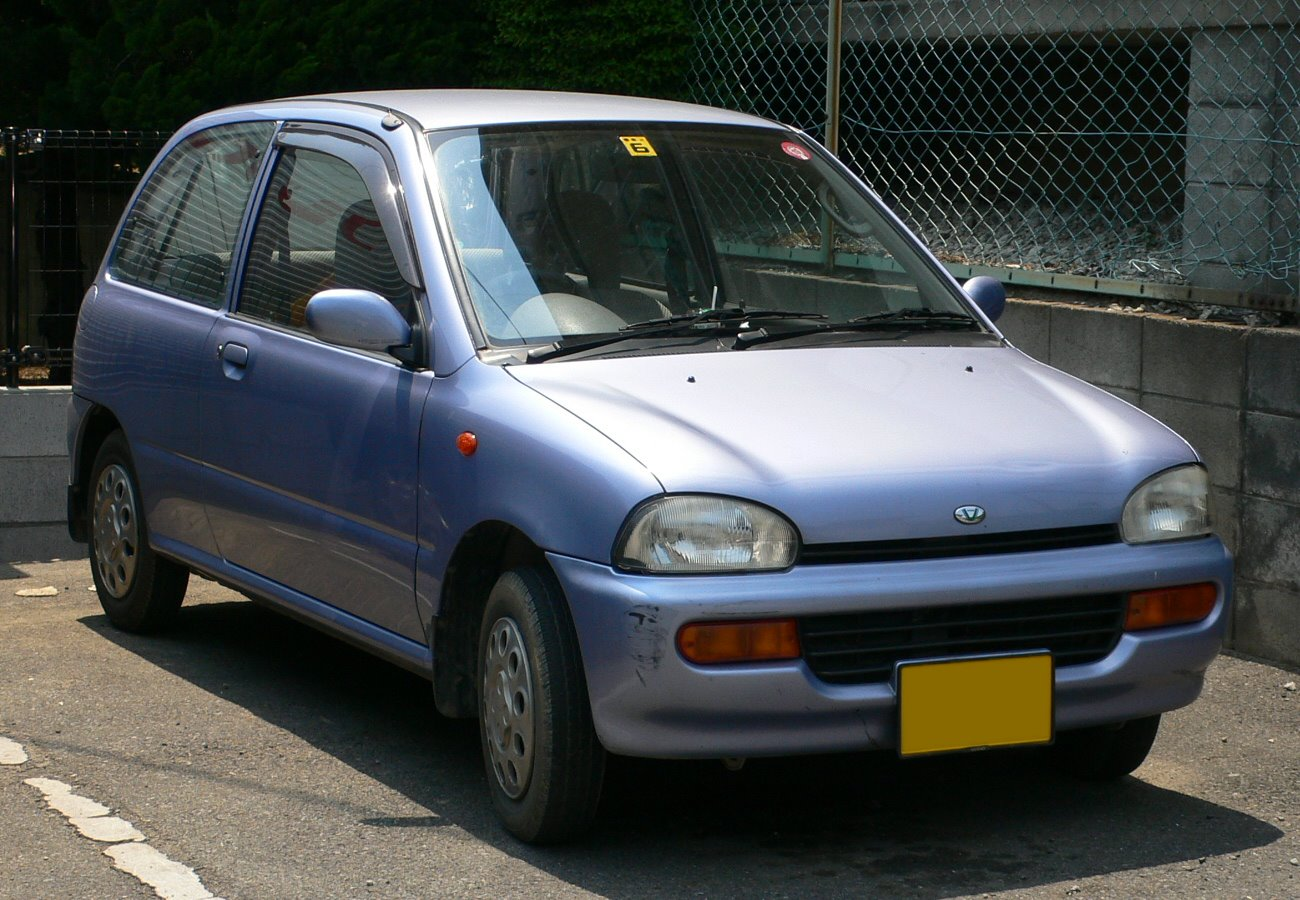
스바루 비비오 정측면

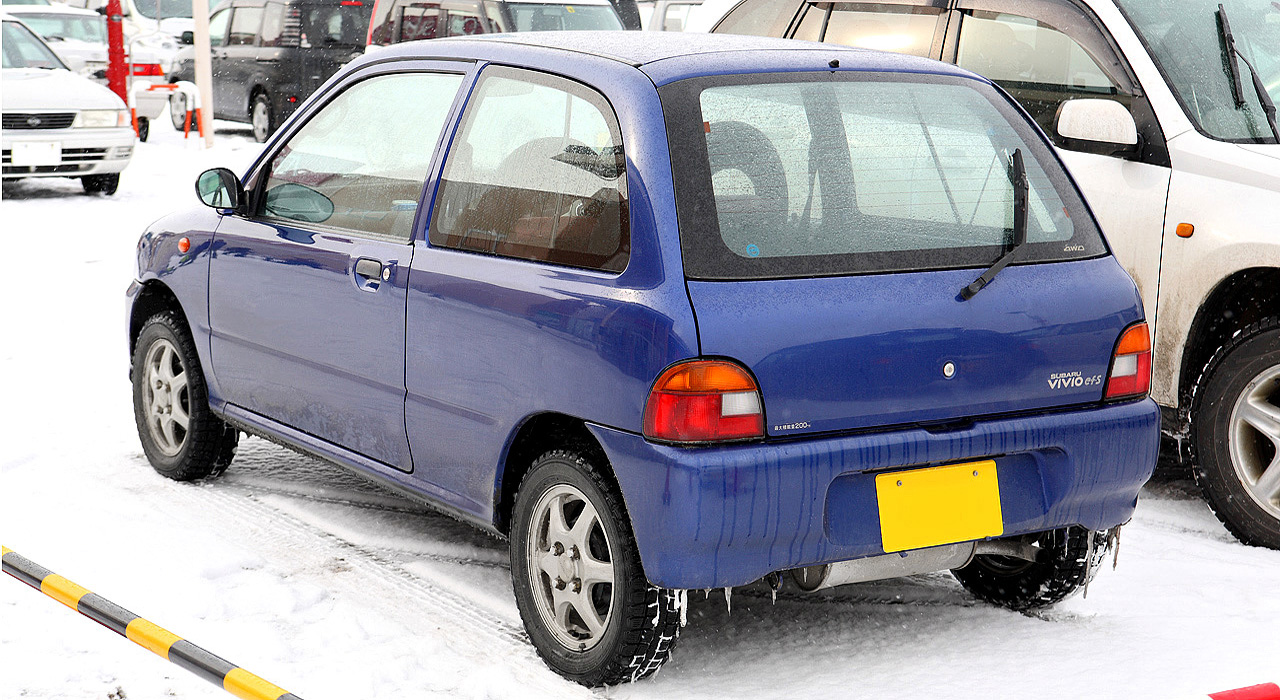
스바루 비비오 후측면

스바루 비비오(Subaru Vivio)는 후지 중공업 산하 자동차 브랜드인 스바루에서 1992년부터 1998년까지 판매했던 경자동차이다.
1992년 3월에 렉스의 후속 차종으로 출시되었으며, 1998년 10월에 후속 차종인 플레오가 출시되면서 단종될 때까지 6년 7개월간 생산되었다. 바디 타입인 3도어와 5도어 해치백, 타르가 톱(로드스터)이 있었다.
스바루제 자동차답게 FF 사양과 4WD 사양으로 나뉘어 있으며, 그레이드에 따라 SOHC부터 DOHC 터보 엔진까지 다양한 구동계 옵션 선택이 가능한 차로 유명했다.
이 시리즈에서 가장 유명한 것은 DOHC 슈퍼차저 사양의 RX-R 과 RX-RA로, 1993년 사파리 랠리에서 콜린 맥레이와 현지인 드라이버 패트릭 은지루 두 명이 RX-R Group A 사양 차량으로 주행, 패트릭의 차량이 A-5 클래스를 우승한 전적이 있으며, 일본의 아마추어 랠리어들이 최근까지도 베이스차량으로 이용할 정도다. 4WD 경스포츠카 중에서는 스즈키 알토 워크스 660과 더불어 투톱이다.
러키스타의 나루미 유이가 평상시에 모는 차량도 이것으로, TVA 6화에 등장한 푸른색 모델이 바로 이것이다. 참고로 해당 분량에서 노란색 마쓰다 RX-7과 이니셜D를 찍는데, 진짜로 그림체가 이니셜D스럽게 변하며 4륜 드리프트에 도랑타기까지 구사한다. 일본쪽 팬덤의 분석에 따르면 최상위 트림인 RX-RA이라고 한다. 게다가 그 파란색은 위에 나온 비비오의 파란색이 아니라 스바루 임프레자의 기본 컬러링에 쓰이는 파란색인 WR Blue Mica라고 한다.